# ヨハン・プィトカ
ヨハン・プィトカ（Johan Pitka、1872年2月19日 - 1944年?）は、エストニアの軍人、政治家。海軍少将。

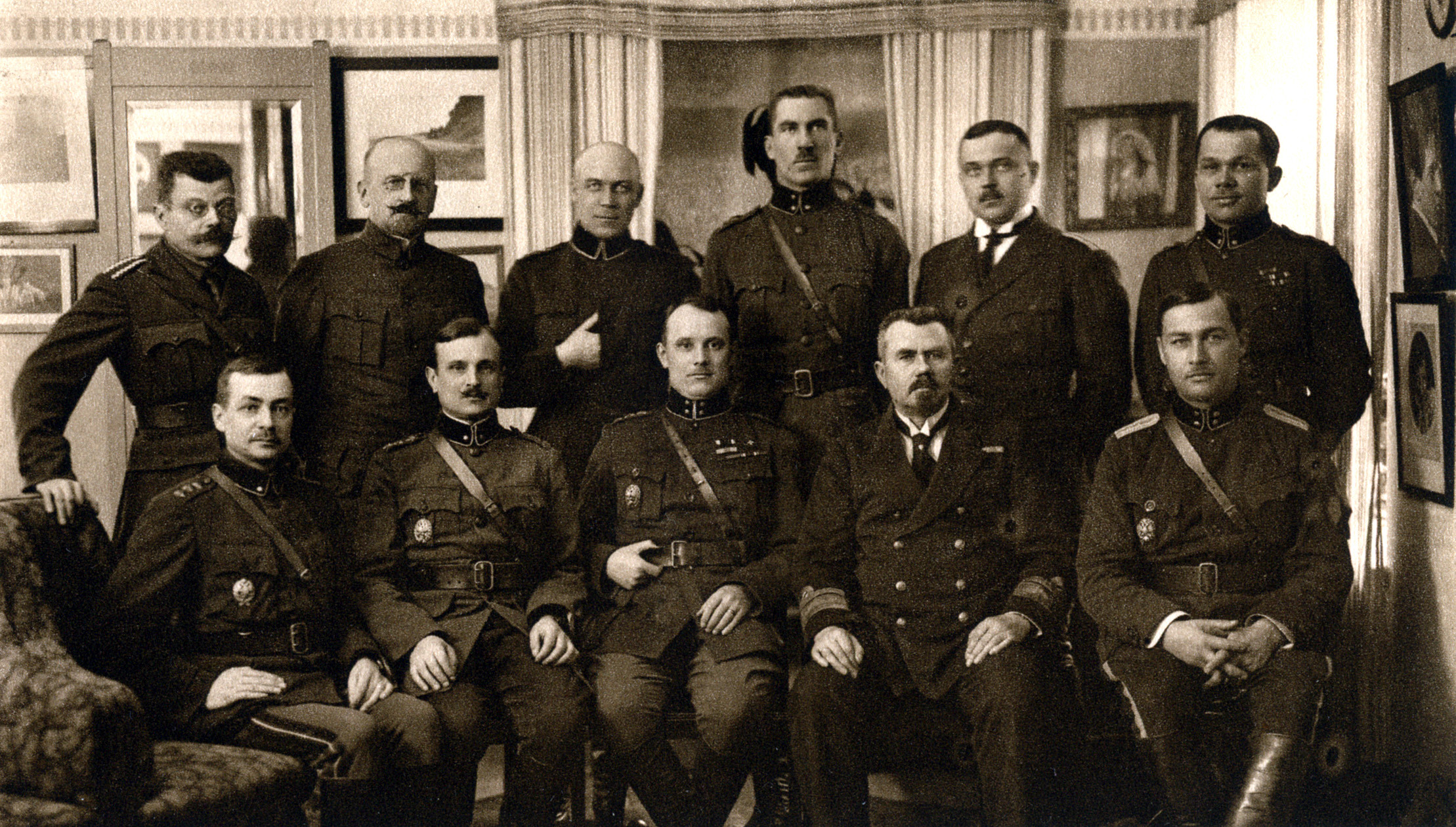
エストニア軍最高司令部にて（前列右から二人目）1920年

ヤルヴァス郡の農民の家庭に生まれる。青年時代、海に出て、海事学校で学び、1895年、タリンの遠洋航海船長を務めた。1917年、エストニア独立運動に参加し、その軍事部門に加わった。1918年、地下組織である防衛同盟の議長となる。
解放戦争時、装甲列車部隊長となり、その後1918年～1919年、海軍司令官を務めた。1919年9月、海軍少将となり、自由十字章を授与された。1919年～1920年、国民党創設大会の代議員、1920年～1924年、官僚主義と汚職に反対する警衛同盟の指導者となった。また、この時期、「エエスチ」紙と「ヴァルヴェ」誌を出版した。1923年、国家自由党を設立したが、国会選挙で敗北した。
1924年～1930年、カナダで農場を経営する。帰国後、解放戦争従軍者運動の指導者となるが、運動が政治化したため、1932年に彼らと決別した。1930年～1937年、ETK中央理事会理事長、1937年の国会第1院議員。
1941年、ソ連による追放を免れ、ドイツ軍によるエストニア占領時、フィンランドに滞在した。1944年夏、エストニアに帰国し、国民に赤軍への抵抗を呼びかけた。同年9月、ドイツ軍から独立した「プィトカ提督戦闘群」を編成し、独ソ両軍と戦いつつ、タリンから退却した。9月25日を最後に行方不明となる。